# Tesla Fremont Factory
A Tesla Fremont Factory a Tesla, Inc. által üzemeltetett autóipari üzem a kaliforniai Fremontban. A gyár 1962-ben nyílt meg General Motors Fremont Assembly néven, majd később a NUMMI, egy korábbi General Motors-Toyota vegyesvállalat üzemeltette. 2010-ben a Tesla vette át a tulajdonjogot. 2018 júniusában 10 000 embert foglalkoztatva jelenleg a Tesla Model S, Tesla Model 3, Tesla Model X és Tesla Model Y modelleket gyártja. Az üzem 2018 júniusában 10 000 embert foglalkoztatott.

## Háttér
A Tesla egy összeszerelő gyárat tervezett az új-mexikói Albuquerque-be, mint központi helyszínt a szállításhoz. 2007 áprilisában kellett volna megkezdeni az építkezést, de aztán törölték. 2007-ben bejelentették egy különálló, zöldmezős gyár építését is a kaliforniai San Joséban, de a költségek megfizethetetlenek voltak, ezért a vállalat alternatívák után nézett. A Tesla kezdetben a NUMMI-t is elvetette, mivel túl nagy és költséges volt.
A jelenlegi létesítmények egy része 1962 és 1982 között GM Fremont Assembly néven működött, 1984 és 2009 között pedig a New United Motor Manufacturing, Inc. (NUMMI), amely a General Motors és a Toyota közös vállalkozása volt. 2006-ban a NUMMI éves termelési csúcsát 428 633 járművel érte el. 2010 után a telephely folytatására tett javaslatok között szerepeltek az Aurica EV-k, a Toyotának nyújtott állami ösztönzők és egy stadion, de egyik sem járt sikerrel. 2010-ben Fremont polgármestere halottnak tekintette a telephelyet.
Az üzem a South Fremont kerületben, a Mud Slough mellett található, a Warm Springs BART állomás és az államközi 880-as és az államközi 680-as utat összekötő 262-es kaliforniai út között. A Union Pacific Railroadnak vannak vágányai az üzemnél, amelyeken kész autókat szállítanak. A vasúti teherszállítás a Tesla Giga Nevada akkumulátorok és Model 3 hajtásláncok átvételére is szolgál.
2010. május 20-án a Tesla Inc. és a Toyota bejelentette, hogy partnerséget kötöttek az elektromos járművek fejlesztésében, és együttműködnek "az elektromos járművek, alkatrészek, valamint a gyártási rendszer és a mérnöki támogatás fejlesztése terén". Ennek keretében a Tesla 42 millió dollárért részben megvásárolta a korábbi NUMMI telephelyet, amely főként a gyárépületből állt.
A Tesla hivatalosan 2010. október 19-én vette birtokba a telephelyet,, és október 27-én nyitotta meg azt. Kalifornia állam támogatta a felújítást, a fenntartható munkahelyekből származó adóbevételekre számítva. A Tesla Model S első kiskereskedelmi átadására 2012. június 22-én került sor a Tesla gyárban tartott különleges rendezvényen.

## Alkalmazottak
A Tesla 1000 dolgozóval kezdte meg a gyártást. 2013-ra ez a szám 3000-re, 2016 júniusára pedig 6000 főre emelkedett. In 2016, preparing for Model 3 production, Tesla planned to increase their work force to about 9,000 people. 2016-ban a Model 3 gyártására készülve a Tesla azt tervezte, hogy körülbelül 9000 főre növeli a munkaerőt. 2017 őszén a Tesla mintegy 10 000 főt foglalkoztatott a Fremont-i üzemben, ezt a számot 2018 júniusában még mindig megosztották.
A Tesla alkalmazottai mellett a vállalat különböző feladatokra vállalkozókat is alkalmaz. 2018 májusában Elon Musk, nyilvánvalóan a holt súly csökkentése, valamint a hatékonyság és a minőség növelése érdekében a működésen belül úgy döntött, hogy leépíti a vállalkozókat és alvállalkozókat, és utasította a munkatársakat, hogy indokolják és személyesen kezeskedjenek a megtartásra érdemes vállalkozókért.